# Hanami Sekine
Hanami Sekine (japanisch 関根 花観 Sekine Hanami; * 26. Februar 1996 in Machida, Tokio) ist eine ehemalige japanische Leichtathletin, die sich auf den Langstreckenlauf spezialisiert hat.

## Sportliche Laufbahn
Erste internationale Erfahrungen sammelte Hanami Sekine im Jahr 2014, als sie bei den Juniorenasienmeisterschaften in Taipeh in 9:17,55 min die Silbermedaille im 3000-Meter-Lauf gewann. 2016 startete sie über 10.000 Meter bei den Olympischen Sommerspielen in Rio de Janeiro und gelangte dort mit 31:44,44 min auf den 20. Platz und 2018 beendete sie ihre aktive sportliche Karriere im Alter von 22 Jahren. 

## Persönliche Bestzeiten
- 3000 Meter: 9:04,85 min, 13. Mai 2017 in Fukuroi
- 5000 Meter: 15:24,74 min, 26. Juni 2016 in Nagoya
- 10.000 Meter: 31:22,92 min, 24. Juni 2016 in Nagoya
- Halbmarathon: 1:12:42 h, 13. Mai 2018 in Sendai